# Joseph Abraham
Joseph Ganapathiplackal Abraham (né le 11 septembre 1981, district de Kottayam au Kerala) est un athlète indien, spécialiste du 400 mètres haies.
Il a réalisé son meilleur temps lors des Championnats du monde à Osaka en 49 s 51. En 2009, il s'approche de ce record en 49 s 59 à Madras le 14 mai. Lors des Jeux asiatiques, il réalise également 49 s 96 à Canton (Chine) le 25 novembre 2010.